# 物理学的困惑
《物理学的困惑》（The Trouble with Physics: The Rise of String Theory, the Fall of a Science, and What Comes Next）是理论物理学家李·斯莫林于2006年出版的一本关于弦理论所存在问题的书。该书强烈批评了弦理论及其在当代理论物理学中的突出地位，理由是弦理论尚未提出任何一项预测，可以使用我们有生之年看上去可行的任何技术来验证。斯莫林还关注了量子引力研究所面临的困难，以及目前为提出一种理论来解释所有四种基本相互作用所做的努力。这本书广泛关注了科学过程和行为准则中争议的作用和方法的多样性。
斯莫林认为，弦理论似乎存在严重缺陷，并且弦理论在美国不健康地近乎垄断了基础物理学，因此需要方法的多样性。他认为，应该更多地关注背景独立的量子引力理论。
斯莫林在书中称，弦理论没有做出新的可检验的预测；它没有连贯的数学公式；并且也没有被数学证明是有限的。但理论物理学界有些专家并不同意这些说法。

斯莫林指出，提出一个包含多达10500个弦真空解的弦论地景无异于放弃公认的科学：
设想许多未被观测到的宇宙，与设想一个智能设计师，其逻辑作用相同。它们都提出了一个无法检验的假设，如果该假设为真，则不可能的事情看起来也很有可能了。

## 评论
该书引起了很多关于弦理论优点的争议和辩论，并受到了一些著名物理学家的批评，包括肖恩·M·卡罗尔和弦理论家约瑟夫·波尔钦斯基、卢博斯·莫特尔。
波尔钦斯基的评论指出：“最终，这些（斯莫林和其他人的）书籍未能抓住弦理论的大部分精神和逻辑。”
莫特尔的评论也说：“非理性陈述和反科学情绪的集中超出了我的预期，”并且：
在弦理论的背景下，他在书中用关于弦理论一些基本结果的无法防御的推测淹没了他的书页。因为这些陈述具有数学性质，即使没有任何实验，我们也确信李是错误的。
肖恩·卡罗尔的评论表达了沮丧，因为在他看来，“《物理学的困惑》实际上是两本相互交织的书，它们最终的论点是各自独立的。”他认为书中的论点似乎存在分歧：
（一个论点）宏大而抽象，很可能被本书的大多数读者所忽略；另一个则狭隘而具体，是科学家、大众媒体和互联网上广泛而热烈的讨论的一部分。
此外，
在我看来，抽象的论点——关于学术文化和培养思辨思想的必要性——很重要，而且在很大程度上是正确的，而具体的论点——关于着手量化引力的最佳方法——被夸大了，而且没有得到充分的支持。
卡罗尔担心，过度关注具体争议，可能不利于更普遍的抽象论证。
萨宾·霍森费尔德一年后在撰写的题为《物理学的困惑：后续》（The Trouble With Physics: Aftermath）的评论中，暗示了该书对科学界的两极分化影响。她将作者的观点作为代际对比进行了探讨，同时支持他对这些观点的权利。霍森费尔德认为，斯莫林的书试图恢复物理学与哲学曾经的联系，并引用他的话如下：
在很长一段时期，哲学曾经是自然科学的一部分。几个世纪以来，我们对我们所居世界的理解有了巨大的进步。毫无疑问，时代在变，但如果不加深思熟虑，并非所有的变化都是先验的。在这里，变化产生了一条鸿沟，一边是质疑我们理论基础的自然科学，另一边是过去历史和社会学背景的嵌入。尽管已经建立了许多新的专门设计的跨学科领域，但调查我们当前理论的基础，基本上已经从课程和教科书中删掉了。

## “弦战争”
2006年，加州大学圣巴巴拉分校（UCSB）科维理理论物理研究所（KITP）的物理学家们与科学记者乔治·约翰逊（George Johnson），就斯莫林（《物理学的困惑》）和彼得·沃伊特 （《连错都算不上》）的书所引起的争议，展开了讨论。会议的标题是“弦战争”（The String Wars），这反映了媒体所带给人们的印象，即对于斯莫林和沃伊特的书所引起的关于弦理论的争论。UCSB的网站上提供了该过程的视频。

## 扩展阅读
- 布莱恩·葛林.  [宇宙的琴弦]. 1999 （英语）.复古平装书，对弦理论的非技术性介绍。
- 布莱恩·葛林.  [宇宙的结构]. 企鹅出版集团. 2004 （英语）.空间、时间、宇宙学和更多弦理论，非技术书籍。
- 罗杰·彭罗斯.  [现实之路（英语：The Road to Reality）]. 克诺夫出版社. 2004 （英语）.技术书籍。
- 丽莎·蓝道尔.  [扭曲的段落（英语：Warped Passages）]. 2005 （英语）.
- 李·斯莫林.  [通往量子引力的三条路（英语：Three Roads to Quantum Gravity）]. 2001 （英语）.
- 彼得·沃伊特（英语：Peter Woit）.  [连错都算不上：弦理论的失败和统一物理定律的持续挑战]. 乔纳森角（英语：Jonathan Cape）（英国）和Basic Books（美国）. 2006 （英语）.“另一本”批评弦理论和理论粒子物理学停滞的书。